# Craterestra niveopicta
Craterestra niveopicta är en fjärilsart som beskrevs av Butler 1882. Craterestra niveopicta ingår i släktet Craterestra och familjen nattflyn. Inga underarter finns listade i Catalogue of Life.